# Формула-1 — Гран-прі Угорщини 2022
Гран-прі Угорщини 2022 (офіційно — Formula 1 Aramco Magyar Nagydíj 2022) — автоперегони чемпіонату світу з Формули-1, які відбулися 31 липня 2022 року. Гонка була проведена на трасі Хунгароринг в Модьороді в Угорщині. Це тринадцятий етап чемпіонату світу і тридцять сьоме Гран-прі Угорщини в історії.
Переможцем гонки став нідерландець Макс Ферстаппен (Ред Булл — RBPT). Друге місце посів Льюїс Гамільтон (Мерседес), а третє — Джордж Расселл (Мерседес).
Чинним переможцем гонки був Естебан Окон, який у 2021 році виступав за команду Альпін.

## Положення у чемпіонаті перед гонкою
| Місце   | Пілот               | Очки |
| ------- | ------------------- | ---- |
| 1       | Макс Ферстаппен     | 233  |
| 2       | Шарль Леклер        | 170  |
| 3       | Серхіо Перес        | 163  |
| 4       | Карлос Сайнс (мол.) | 144  |
| 5       | Джордж Расселл      | 143  |
| Джерело |                     |      |

| Місце   | Конструктор         | Очки |
| ------- | ------------------- | ---- |
| 1       | Ред Булл — RBPT     | 396  |
| 2       | Феррарі             | 314  |
| 3       | Мерседес            | 270  |
| 4       | Альпін — Рено       | 93   |
| 5       | Макларен — Мерседес | 89   |
| Джерело |                     |      |

## Шини
Під час гран-прі було дозволено використовувати шини Pirelli C2, C3 і C4 (hard, medium і soft).
| Hard | Medium | Soft |
| ---- | ------ | ---- |

## Вільні заїзди
| Сесія | Лідер               | Конструктор        | Ш | Час      | Джерело |
| ----- | ------------------- | ------------------ | - | -------- | ------- |
| 1     | Карлос Сайнс (мол.) | Феррарі            | P | 1:18.750 | [ 3 ]   |
| 2     | Шарль Леклер        | Феррарі            | P | 1:18.445 | [ 3 ]   |
| 3     | Ніколас Латіфі      | Вільямс — Мерседес | P | 1:41.480 | [ 3 ]   |

Ніколас Латіфі та Александр Албон посіли перше та третє місця відповідно під час третього вільного заїзду.

## Кваліфікація
| Місце                                   | №  | Пілот               | Конструктор             | Частина 1 | Частина 2 | Частина 3 | Старт    |
| --------------------------------------- | -- | ------------------- | ----------------------- | --------- | --------- | --------- | -------- |
| 1                                       | 63 | Джордж Расселл      | Мерседес                | 1:18.407  | 1:18.154  | 1:17.377  | 1        |
| 2                                       | 55 | Карлос Сайнс (мол.) | Феррарі                 | 1:18.434  | 1:17.946  | 1:17.421  | 2        |
| 3                                       | 16 | Шарль Леклер        | Феррарі                 | 1:18.806  | 1:17.768  | 1:17.567  | 3        |
| 4                                       | 4  | Ландо Норріс        | Макларен — Мерседес     | 1:18.653  | 1:18.121  | 1:17.769  | 4        |
| 5                                       | 31 | Естебан Окон        | Альпін — Рено           | 1:18.866  | 1:18.216  | 1:18.018  | 5        |
| 6                                       | 14 | Фернандо Алонсо     | Альпін — Рено           | 1:18.716  | 1:17.904  | 1:18.078  | 6        |
| 7                                       | 44 | Льюїс Гамільтон     | Мерседес                | 1:18.374  | 1:18.035  | 1:18.142  | 7        |
| 8                                       | 77 | Вальттері Боттас    | Альфа Ромео — Феррарі   | 1:18.935  | 1:18.445  | 1:18.157  | 8        |
| 9                                       | 3  | Данієль Ріккардо    | Макларен — Мерседес     | 1:18.775  | 1:18.198  | 1:18.379  | 9        |
| 10                                      | 1  | Макс Ферстаппен     | Ред Булл — RBPT         | 1:18.509  | 1:17.703  | 1:18.823  | 10       |
| 11                                      | 11 | Серхіо Перес        | Ред Булл — RBPT         | 1:19.118  | 1:18.516  |           | 11       |
| 12                                      | 24 | Чжоу Гуаньюй        | Альфа Ромео — Феррарі   | 1:18.973  | 1:18.573  |           | 12       |
| 13                                      | 20 | Кевін Магнуссен     | Хаас — Феррарі          | 1:18.993  | 1:18.825  |           | 13       |
| 14                                      | 18 | Ленс Стролл         | Астон Мартін — Мерседес | 1:19.205  | 1:19.137  |           | 14       |
| 15                                      | 47 | Мік Шумахер         | Хаас — Феррарі          | 1:19.164  | 1:19.202  |           | 15       |
| 16                                      | 22 | Юкі Цунода          | Альфа Таурі — RBPT      | 1:19.240  |           |           | 16       |
| 17                                      | 23 | Александр Албон     | Вільямс — Мерседес      | 1:19.256  |           |           | 17       |
| 18                                      | 5  | Себастьян Феттель   | Астон Мартін — Мерседес | 1:19.273  |           |           | 18       |
| 19                                      | 10 | П'єр Гаслі          | Альфа Таурі — RBPT      | 1:19.527  |           |           | Піт-лейн |
| 20                                      | 6  | Ніколас Латіфі      | Вільямс — Мерседес      | 1:19.570  |           |           | 19       |
| 107 % від лідера першої сесії: 1:23.860 |    |                     |                         |           |           |           |          |
| Джерело:                                |    |                     |                         |           |           |           |          |

Під час другого сегменту кваліфікації коло Серхіо Переса не було зараховане, оскільки він виїхав за межі траси. Проїхавши ще одне коло, мексиканець заїхав у бокси. В цей самий час Естебан Окон та Фернандо Алонсо показали швидший час, тож Перес не зміг пройти до третього сегменту.
Макс Ферстаппен не зміг закінчити третій сегмент кваліфікації через проблеми з батареєю.

## Гонка
| Місце                                                                        | №  | Пілот               | Конструктор             | Кола | Час/причина сходу | Старт | Очки |
| ---------------------------------------------------------------------------- | -- | ------------------- | ----------------------- | ---- | ----------------- | ----- | ---- |
| 1                                                                            | 1  | Макс Ферстаппен     | Ред Булл — RBPT         | 70   | 1:39:35.912       | 10    | 25   |
| 2                                                                            | 44 | Льюїс Гамільтон     | Мерседес                | 70   | +7.834            | 7     | 19   |
| 3                                                                            | 63 | Джордж Расселл      | Мерседес                | 70   | +12.337           | 1     | 15   |
| 4                                                                            | 55 | Карлос Сайнс (мол.) | Феррарі                 | 70   | +14.579           | 2     | 12   |
| 5                                                                            | 11 | Серхіо Перес        | Ред Булл — RBPT         | 70   | +15.688           | 11    | 10   |
| 6                                                                            | 16 | Шарль Леклер        | Феррарі                 | 70   | +16.047           | 3     | 8    |
| 7                                                                            | 4  | Ландо Норріс        | Макларен — Мерседес     | 70   | +1:18.300         | 4     | 6    |
| 8                                                                            | 14 | Фернандо Алонсо     | Альпін — Рено           | 69   | +1 коло           | 6     | 4    |
| 9                                                                            | 31 | Естебан Окон        | Альпін — Рено           | 69   | +1 коло           | 5     | 2    |
| 10                                                                           | 5  | Себастьян Феттель   | Астон Мартін — Мерседес | 69   | +1 коло           | 18    | 1    |
| 11                                                                           | 18 | Ленс Стролл         | Астон Мартін — Мерседес | 69   | +1 коло           | 14    |      |
| 12                                                                           | 10 | П'єр Гаслі          | Альфа Таурі — RBPT      | 69   | +1 коло           | PL    |      |
| 13                                                                           | 24 | Чжоу Гуаньюй        | Альфа Ромео — Феррарі   | 69   | +1 коло           | 12    |      |
| 14                                                                           | 47 | Мік Шумахер         | Хаас — Феррарі          | 69   | +1 коло           | 15    |      |
| 15                                                                           | 3  | Данієль Ріккардо    | Макларен — Мерседес     | 69   | +1 коло           | 9     |      |
| 16                                                                           | 20 | Кевін Магнуссен     | Хаас — Феррарі          | 69   | +1 коло           | 13    |      |
| 17                                                                           | 23 | Александр Албон     | Вільямс — Мерседес      | 69   | +1 коло           | 17    |      |
| 18                                                                           | 6  | Ніколас Латіфі      | Вільямс — Мерседес      | 69   | +1 коло           | 19    |      |
| 19                                                                           | 22 | Юкі Цунода          | Альфа Таурі — RBPT      | 68   | +2 кола           | 16    |      |
| 20                                                                           | 77 | Вальттері Боттас    | Альфа Ромео — Феррарі   | 65   | Блок живлення     | 8     |      |
| Найшвидше коло: Льюїс Гамільтон (Мерседес) — 1:15.749, поставлене на 57 колі |    |                     |                         |      |                   |       |      |
| Джерело:                                                                     |    |                     |                         |      |                   |       |      |

## Положення у чемпіонаті після гонки
| Місце   | Пілот               | Очки |
| ------- | ------------------- | ---- |
| 1       | Макс Ферстаппен     | 258  |
| 2       | Шарль Леклер        | 178  |
| 3       | Серхіо Перес        | 173  |
| 4       | Джордж Расселл      | 158  |
| 5       | Карлос Сайнс (мол.) | 156  |
| Джерело |                     |      |

| Місце   | Конструктор         | Очки |
| ------- | ------------------- | ---- |
| 1       | Ред Булл — RBPT     | 431  |
| 2       | Феррарі             | 334  |
| 3       | Мерседес            | 304  |
| 4       | Альпін — Рено       | 99   |
| 5       | Макларен — Мерседес | 95   |
| Джерело |                     |      |